# Guanghua Jiedaoban (ort i Kina, Hubei Sheng, lat 32,39, long 111,68)
Guanghua Jiedaoban (kinesiska: 光化街道) är en ort i Kina. Den ligger i provinsen Hubei, i den centrala delen av landet, omkring 320 kilometer nordväst om provinshuvudstaden Wuhan. Antalet invånare är 67 317. Befolkningen består av 34 126 kvinnor och 33 191 män. Barn under 15 år utgör 15,0 %, vuxna 15-64 år 76 %, och äldre över 65 år 8,0 %.
Runt Guanghua Jiedaoban är det tätbefolkat, med 397 invånare per kvadratkilometer. Närmaste större samhälle är Laohekou, 1,2 km sydväst om Guanghua Jiedaoban. Trakten runt Guanghua Jiedaoban består till största delen av jordbruksmark.
Genomsnittlig årsnederbörd är 940 millimeter. Den regnigaste månaden är augusti, med i genomsnitt 169 mm nederbörd, och den torraste är januari, med 11 mm nederbörd.